# جیمی بولاک
جیمی بولاک (انگلیسی: Jimmy Bullock; ۲۵ مارس ۱۹۰۲ – ۹ مارس ۱۹۷۷) بازیکن فوتبال اهل بریتانیا بود.
از باشگاه‌هایی که در آن بازی کرده‌است می‌توان به باشگاه فوتبال کرو آلکساندرا، باشگاه فوتبال ساوت‌همپتون، باشگاه فوتبال هاید، باشگاه فوتبال دانداک، باشگاه فوتبال چسترفیلد، باشگاه فوتبال منچستر سیتی، و باشگاه فوتبال منچستر یونایتد اشاره کرد.